# Tartufo bianco della Toscana
Il tartufo bianco della Toscana è una varietà di Tuber magnatum che si può trovare in alcune parti dell'Appennino settentrionale (parte orientale) e in una zona centrale abbastanza vasta che si estende dalla provincia di Pisa fino a toccare i confini del Lazio. La specifica legge regionale 50/95 definisce, con l'obiettivo di distinguere le zone di produzione, cinque aree di provenienza: Casentino, Colline Sanminiatesi, Mugello, Val Tiberina e Crete Senesi.
Alla vista si presenta di colore giallino con tonalità tendenti al verde, con superficie esterna liscia, di dimensioni che spaziano da quelle di un'arachide a quelle di un pompelmo. L'interno è di colore marrone sbiadito con lievi sfumature rossastre e sottili venature più chiare.
Va consumato fresco, in quanto il processo di cottura ne altererebbe le proprietà organolettiche.

## Modalità e periodo di raccolta
La normativa vigente prevede, come periodo autorizzato per la raccolta, i tre mesi a cavallo tra il 10 settembre ed il 31 dicembre. Le zone in cui viene raccolto sono di solito le valli umide e ombreggiate, nei versanti collinari esposti a nord o lungo il letto di fiumi e ruscelli.